# Новий (Первомайський район, Алтайський край)
Но́вий (рос. Новый) — селище у складі Первомайського району Алтайського краю, Росія. Входить до складу Березовської сільської ради.

## Населення
Населення — 311 осіб (2010; 178 у 2002).
Національний склад (станом на 2002 рік):
- росіяни — 84 %